# Izvršilni ukaz 13767
Izvršilni ukaz 13767 z naslovom Poboljšanje varnosti na mejah in varnosti priseljevanja je izvršilni ukaz, ki ga je 25. januarja 2017[1] [2] zadal predsednik ZDA Donald Trump. Ukaz govori da se mora zgraditi zid, vzdolž meje med Mehiko in Združenimi državami. Septembra 2017 je zvezna vlada Združenih držav objavila, da so v izgradnji prototipi zidov. Gradnja se je začela 22. februarja 2018, z 2 milji dolgim novim zidom ki nadomešča starega.

## Določbe
Ukaz usmerja vsem izvršnim oddelkom in agencijam naj uvedejo vsa zakonita sredstva za zaščito južne državne meje, preprečijo nadaljnje nezakonito priseljevanje v Združene države in hitro, dosledno in človeško vrnitev tujcev ki so mejo prečkali nelegalno. Ukaz torej navaja da je "Politika izvršilne veje zavarovati južno državno mejo Združenih držav s takojšnjo izgradnjo fizične ovire v obliki zidu."[3]

Financiranje

Izviršilni ukaz, zadan 25. januarja 2017 kliče po konstrukciji v obliki zidu vzdolž južne državne meje in opredeljuje zid kot " varno, in neprehodno fizično pregrado".[3]

Ukaz ni vseboval stroškov financiranja zidu.[5]  Notranje poročilo Ministrstva za domovinsko varnost, ki ga je Reuters objavil februarja 2017, je ocenilo da bo izgradnja trajala tri leta in pol in stala 21,6 milijarde dolarjev, kar je precej več od ocene, ki jo je Trump dal med volilno kampanjo.[6]

Kongres ni dodelil sredstev niti za zid, niti za 5000 dodatnih mejnih patrulj, ki jih zahteva Trumpov ukaz.[7][8][9] V Združenih državah je določitev zveznega proračuna in dodeljevanje sredstev vloga Kongresa, in ne izvršilne veje in Zakon o nedovoljenosti brani in zadržuje vlado pred porabljanjem sredstev brez volje Kongresa.[8] Tako je kljub Izvršilnemu ukazu za "takojšnjo" gradnjo mejnega zidu [5] učinek ukaza omejen čeprav bi Oddelek za domovinsko varnost začel z začetnim načrtovanjem.[8]

Trump je večkrat dejal, da bo Mehika plačala za izgradnjo mejnega zidu, vendar ni pojasnila kako bi vlada ZDA prisilila Mehiko k temu. Trump je izjavil, da "plačilo bo, bo v obliki, morda zapleteni obliki."[9] Mehiška vlada pa je zavrnila Trumpove izjave in zavrnila zamisel o Mehiki, kot financerki zidu.[9][10] Po zadanemu ukazu je uprava Trumpa predlagala tudi da bi se gradnja zidov lahko financirala z 20-odstotno tarifo na mehiški uvoz, s predlogom ki je takoj naletel na nasprotovanja članov Kongresa obeh strank. Po negativnem odzivu je načelnik Bele hiše Reince Priebus navedel da uprava razmišlja o mnogih možnostih za financiranje zidu.[11] Aprila 2016 je Trump dejal, da bo Mehiko "prisilil plačati zid z blokiranjem nakazil in s preklicem vizumov, če tega nebo plačala naenkrat, v višini od 5 do 10 milijard ameriških dolarjev."[12] Strokovnjaki so ugotovili številne pravne, gospodarske in praktične ovire za tak predlog, ki pravi da bi bilo nemogoče slediti vsem prenosom denarja med Mehiko in Združenimi državami ali učinkovito blokirati vsa nakazila med njima. Strokovnjaki so tudi izrazili zaskrbljenost, da bi blokiranje nakazil škodilo ameriškemu gospodarstvu[10][12]. Član družbe Brookings Institute Aaron Klein je dejal, da bi bil korak proti blokiranju nakazil sprememba obstoječe politike ZDA ki spodbuja pretok denarja, da pride v uradni sistem in odvrača pretok sredstev prek podzemne mreže."[12]